# The Lady Is a Tramp
The Lady is a Tramp är en sång komponerad av Richard Rodgers och med text av Lorenz Hart. Den var skriven för Broadwaymusikalen Babes in Arms år 1937.
Den spelades också in och gavs ut 1937 av Tommy Dorsey and His Orchestra, med Edythe Wright på sång. Samma år gjordes även en tredje inspelning och gavs ut av Midge Williams and Her Jazz Jesters.
Låten spelades in av Frank Sinatra på 1940-talet, Ella Fitzgerald på 1950-talet och Shirley Bassey på 1960-talet, och blev en av deras signaturer. Sinatra sjöng den även i filmen Pal Joey. Senare, vilket man först kunde höra på albumet Duets, brukade Sinatra ändra om texten så att han istället sjöng: "...That's why this chick is a champ.". Fitzgerald sjöng också en annan variant av den textraden, för att berömma Sinatra eller Sidney Poitier så sjöng hon: "...and for Frank Sinatra I whistle and stamp!". 
Några andra som gjort egna versioner på låten är Alice Cooper, Yes och They Might Be Giants.
Låten finns även inspelad av Tony Bennett & Lady Gaga från 2011.